# Saint-Pierre-dels-Forcats
Saint-Pierre-dels-Forcats (en catalán, Sant Pere dels Forcats) es una comuna francesa situada en el departamento de Pirineos Orientales, en la región de Occitania.

## Demografía
| 109 | 114 | 166 | 156 | 185 | 213 | 261 |
| Para los censos de 1962 a 1999 la población legal corresponde a la población sin duplicidades (Fuente: INSEE [Consultar]) |     |     |     |     |     |     |